# Света Параскева (Бериславци)
Вижте пояснителната страница за други значения на Света Параскева.
„Света Параскева“ или „Света Петка“ (на гръцки: Ναός Αγίας Παρασκευής) е възрожденска православна църква в мъгленското село Бериславци (Периклия), Гърция, част от Воденската, Пелска и Мъгленска епархия на Цариградската патриаршия.
Църквата се намира в южния край на селото и в непосредствена близост до гробището. Според традицията е изградена в 1850 година. Представлява трикорабна базилика, с полукръгла апсида и със затворен трем от юг и запад. Зидовете са дебели 0,60 m. Има два входа – на западната и южната страна на църквата. Скатният покрив е покрит с каменни плочи. С каменни плочи е постлан и подът. В западната част на църквата, над притвора има женска църква. Колоните са кръгли, дървени, измазани в багдадски стил. Таванът е дървен и изписан, както и иконостасът.
Църквата е изписана през 1862 година. На северната стена са изписани Страстите Христови и светците. В апсидата е Богородица Ширшая небес между архангел Михаил и архангел Гавриил. Отдолу е годината 1862. Сред фреските има и изображение на света Злата Мъгленска с надпис на български „Света Злата Мегленская“.